# ФК Слога Вољавче
ФК Слога је фудбалски клуб из Вољавча, Град Јагодина, Србија и тренутно се такмичи у Међуопштинској лиги „Север“, шестом такмичарском нивоу српског фудбала.
Клуб је формиран 1948.године.

## Историјат
Фудбал у Вољавчу има веома успешну традицију.
ФК Слога је била укључена у прво званично такмичење фудбалских актива среза Беличког 1953. године а незваничне мечеве је играла и пре првих званичних такмичења.
Већ у сезони 1962/63. направљен је запажен резултат када се клуб такмичио у Подсавезној лиги МФС Светозарево, данашњој Окружној лиги, где са успехом игра 8 сезона.
У сезони 1970/71. осваја прво место у Општинској лиги, чиме се клуб експресно вратио у Подсавезну лигу МФС Светозарево.
Настављајући са одличним играма у сезони 1971/72. осваја прву позицију и постаје члан Поморавске лиге (Крушевац-Светозарево).
Након две сезоне играња у веома јакој конкуренцији ФК Слога се враћа у окружни степен такмичења и у сезони 1973/74. постаје члан Подручне лиге Светозарева, која у сезони 1974/75. постаје Подручна лига „Север“ МФС Светозарево.
Клуб пружа веома добре партије које га чине стабилним чланом Окружне лиге,која се од сезоне 1975/76. зове Јединствена лига МФС Светозарево.
У сезони 1976/77. остварује се и највреднији успех када је у веома јакој конкуренцији освојена титула,чиме је остварен пласман у Шумадијско-поморавску лигу, коју су тада чинили Поморавски, Шумадијски округ и општина Варварин.
Остаће забележено да су у сезони 1977/78. игране првенствене утакмице са клубовима из Крагујевца, Тополе,Варварина.
Нажалост, Слога није издржала у јакој конкуренцији већином градских клубова и од сезоне 1978/79. поново постаје члан Јединствене лиге МФС Светозарево где остаје њен стабилни члан наредних 8 сезона.
Након велике реорганизације свих лига на нивоу Поморавског округа, Слога испада из окружног степена такмичења и у сезони 1986/87. такмичи се у Првој лиги Светозарева, где осваја без већих проблема титулу и остварује пласман у Поморавску лигу „Север“ где остаје наредних 8 сезона. Од сезоне 1988/89. Поморавска лига „Север“ се спаја са Поморавском лигом „Југ“ и постаје поново јединствена.
Сезона 1988/89. је златна година у историји клуба јер је омладинска екипа Слоге, наступала у Регионалној омладинској лиги (Шумадијско-поморавска лига]]).
Након година успеха,долази до свеопште кризе у друштву,тако да оптерећена финансијским проблемима пред крај сезоне 1993/94. Слога одустаје од такмичења. Ипак преко лета клуб се реактивира и наставља са такмичењем у Међуопштинској лиги „Север“, где игра наредних 9 сезона.
У лето 2003. године преко бараж-меча Слога успева да се врати у Поморавску окружну лигу.
У периоду од сезоне 2003/04. Слога поново игра у старом друштву, нажалост,на крају сезоне 2006/07. испада у нижи степен такмичења, Међуопштинску лигу.
После две сезоне и пласмана у врху табеле и пораза у баражу за Поморавску окружну лигу, због финансијско-организционе кризе Слога после сезоне 2008/09. престаје са радом.
Пауза је трајала две сезоне када се клуб у лето 2011. године успешно реактивира и поново бележи запажене резултате.
У сезони 2011/12. Слога је у Другој градској лиги Јагодине заузела прво место и пласирала се у виши ранг, Прву градску лигу Јагодине.
После сезоне 2012/13. осваја прву позицију и сели у виши ранг такмичења Међуопштинска лига „Север“ .
У трећој сезони прави резултатски хет-трик и поново осваја прву позицију и постаје члан Поморавске окружне лиге.
У Окружној лиги клуб се не сналази,осваја последње место и враћа се у Међуопштинска лига „Север“ .